# Saint-Pierre-de-Colombier
Saint-Pierre-de-Colombier é uma comuna francesa na região administrativa de Auvérnia-Ródano-Alpes, no departamento de Ardèche. Estende-se por uma área de 9,43 km². Em 2010 a comuna tinha 445 habitantes (densidade: 47,2 hab./km²).